# Marie-Castille Mention-Schaar
Pour les articles homonymes, voir Mention et Schaar.
Marie-Castille Mention-Schaar est une réalisatrice, productrice, scénariste et ancienne journaliste française, née en 1963,,. Elle a notamment coécrit et réalisé Le ciel attendra (2016), un long métrage sur le sujet de la radicalisation islamiste.

## Biographie
Après des études de journalisme, Marie-Castille Mention-Schaar part à Los Angeles  où elle devient journaliste pour le Hollywood Reporter. Cette activité lui permet de rencontrer des producteurs et des scénaristes lors d'interviews. Elle devient ensuite consultante à Los Angeles pour différents producteurs français.
Après avoir vécu douze ans aux États-Unis, elle revient en France, et débute dans l'industrie cinématographique en tant qu'assistante de production sur le film Golden Boy en 1996.
En 2003, elle est productrice avec Pierre Kubel de Monsieur N. réalisé par Antoine de Caunes.
Elle fonde  en 2004 avec Frédéric Bourboulon et Pierre Kubel la société de production Vendredi Films, puis, avec Pierre Kubel, Loma Nasha Films,,.
Elle co-écrit avec  Lucien Jean-Baptiste, la comédie La Première Étoile, réalisé par ce dernier et qui en 2009 rassemble dans les salles 1 647 603 spectateurs.
En 2012, elle réalise son premier film. Elle s'inspire de sa première grande histoire d'amour, pour écrire ce qui deviendra Ma première fois, film se voulant comme un hommage au père de sa fille, aujourd'hui décédé,.
En 2016, elle tourne Le ciel attendra sur un sujet plus délicat, celui de l'embrigadement de jeunes femmes.
En 2019, elle réalise A Good Man, un film sur l'histoire d'un homme trans qui portera un bébé ; le rôle est joué par l'actrice Noémie Merlant. Le film fait partie de la sélection de Cannes 2020

## Filmographie
Sauf indication contraire, les informations mentionnées dans cette section peuvent être confirmées par les bases de données cinématographiques IMDb et Allociné,  présentes dans la section « Liens externes ».

### Réalisatrice
- 2012 : Ma première fois
- 2012 : Bowling
- 2014 : Les Héritiers[14],[15]
- 2016 : Le ciel attendra
- 2018 : La Fête des mères
- 2020 : A Good Man
- 2021 : H24 (série télévisée), épisode 9 "15h - Gloss"
- 2023 : Divertimento
- 2026 : Pour le pire et le meilleur

### Scénariste
- 2009 : La Première Étoile (avec Lucien Jean-Baptiste)
- 2012 : Ma première fois
- 2012 : Bowling
- 2014 : Les Héritiers
- 2016 : Le ciel attendra
- 2017 : La Deuxième Étoile (avec Lucien Jean-Baptiste)
- 2018 : La Fête des mères
- 2020 : A Good Man

### Productrice
- 2003 : Monsieur N. d'Antoine de Caunes
- 2005 : Tu vas rire, mais je te quitte de Philippe Harel
- 2005 : Zim and Co. de Pierre Jolivet
- 2005 : Emmenez-moi d'Edmond Bensimon
- 2005 : Wah-Wah de Richard E. Grant
- 2006 : Désaccord parfait d'Antoine de Caunes
- 2007 : Je crois que je l'aime de Pierre Jolivet
- 2009 : La Première Étoile de Lucien Jean-Baptiste
- 2010 : Le Caméléon de Jean-Paul Salomé
- 2012 : Ma première fois d'elle-même
- 2012 : Bowling d'elle-même
- 2014 : Les Héritiers d'elle-même
- 2016 : Le ciel attendra d'elle-même
- 2017 : Coby de Christian Sonderegger
- 2017 : La Deuxième Étoile de Lucien Jean-Baptiste
- 2018 : Le Rire de ma mère de Colombe Savignac et Pascal Ralite
- 2018 : La Fête des mères d'elle-même
- 2020 : A Good Man d'elle-même
- 2021 : Cigare au miel  de Kamir Aïnouz

## Distinctions
Sauf indication contraire, les informations mentionnées dans cette section peuvent être confirmées par les bases de données cinématographiques IMDb et Allociné,  présentes dans la section « Liens externes ».

### Décorations
- Chevalier de l'ordre national du Mérite[16]

### Récompenses
- Festival du film de Saint-Louis (en) 2015 : prix Joe Pollack and Joe Williams du meilleur long métrage de fiction pour Les Héritiers
- Prix 2015 du Conseil représentatif des institutions juives de France pour Les Héritiers (remis par Roger Cukierman lors du 30e dîner du CRIF, 23 février 2015)[17]
- Festival international du film d'Emden-Norderney 2023: Prix Bernhard Wicki pour Divertimento[18]

### Nominations et sélections
- César 2010 : César du meilleur premier film pour La Première Étoile[19]
- Festival du film francophone de Tübingen - Stuttgart 2012 : prix d'aide à la distribution pour Bowling
- Festival du film de droits de l'homme de Nuremberg (de) 2015 : sélection en compétition pour le prix Open Eyes Jury pour Les Héritiers
- Festival de Locarno 2016 : sélection en compétition pour le prix Variety Piazza Grande pour Le ciel attendra
- Prix Lumière 2017 : prix Lumières du meilleur scénario pour Le ciel attendra[20]
- Festival de Cannes 2020 : sélection pour A Good Man[21]